# Kudłatek (pająki)
Kudłatek (Lasiodorides) – rodzaj pająków z infrarzędu ptaszników i rodziny ptasznikowatych. Zamieszkują Amerykę Południową.

## Morfologia
Pająki te osiągają od 50 do 60 mm długości ciała. Ubarwione są brązowo i obficie owłosione; na rzepkach, goleniach i stopach nogogłaszczków oraz wierzchach rzepek, goleniach, nadstopiach i stopach odnóży obecne jest jasne paskowanie. Karapaks jest jajowaty w obrysie i ma lekko wyniesioną część głowową z wysklepionym wzgórkiem ocznym. Oczy pary przednio-bocznej leżą bardziej z przodu niż przednio-środkowej, a pary tylno-środkowej bardziej z przodu niż pary tylno-bocznej. Jamka karapaksu jest głęboka i poprzeczna. Wąski nadustek ma palisadę z średniej długości do długich szczecinek. Szersza niż dłuższa warga dolna ma od 35 do 90 kuspuli, a dłuższa niż szeroka szczęka od 100 do 150 kuspuli. Jajowate w zarysie sternum ma trzy pary owalnych sigilli. Odnóża mają stopy zwieńczone parą umiarkowanie piłkowanych pazurków. Spody stóp dwóch pierwszych par odnóży mają całkowite skopule, natomiast na pozostałych parach skopule są całkowite lub podzielone pasmem szczecinek. Brak jest elementów strydulacyjnych na szczękach, nogogłaszczkach oraz biodrach i krętarzach pierwszej pary odnóży, natomiast pierzaste szczecinki strydulacyjne rozmieszczone są na tylno-bocznych powierzchniach ud ostatniej pary i współpracują z grubymi szczecinkami na bokach opistosomy (odwłoka). Na opistosomie występują włoski parzące typu I. Kądziołki przędne pary środkowo-bocznej są jednoczłonowe, pary tylno-bocznej zaś trójczłonowe.
U samców na goleniach pierwszej pary odnóży występują apofizy (haki) o dwóch różnej długości gałęziach, z których przednio-boczna ma jeden lub dwa kolce wewnętrzne, a tylno-boczna dwa lub trzy kolce przedwierzchołkowe. Nogogłaszczki samca mają bulbus z piętką tegularną i bardzo krótkim, słabo zakrzywionym embolusem z mniej lub bardziej wykształconym kilem prolateralnym dolnym oraz słabo rozwiniętymi kilami prolateralnym górnym i wierzchołkowym. Genitalia samicy mają spermateki z dwoma osobnymi lub połączonymi podstawą zbiornikami nasiennymi o przewężonych szyjkach i pojedynczych płatach wierzchołkowych.

## Występowanie
Rodzaj neotropikalny, endemiczny dla Peru. 

## Taksonomia
Takson ten wprowadzony został w 1997 roku przez Güntera Schmidta i Bernda Bischoffa. Autorzy zaliczyli doń wówczas Pamphobeteus striatus i Lasiodorides polycuspulatus, tego drugiego wyznaczając gatunkiem typowym. Później umieszczono w tym rodzaju jeszcze dwa gatunki, jednak w rewizji z 2021 roku Dannielle Sherwood i współpracownicy jeden z nich przenieśli do rodzaju Thrixopelma, a drugi zsynonimizowali z L. polycuspulatus. Do rodzaju tego należą więc dwa opisane gatunki:
- Lasiodorides polycuspulatus Schmidt & Bischoff, 1997 – kudłatek wieloszpicy
- Lasiodorides striatus (Schmidt & Antonelli, 1996) – kudłatek pasiasty